# Fontaine-les-Bassets
Fontaine-les-Bassets is een gemeente in het Franse departement Orne (regio Normandië) en telt 114 inwoners (2009). De plaats maakt deel uit van het arrondissement Argentan.

## Geografie
De oppervlakte van Fontaine-les-Bassets bedraagt 5,9 km², de bevolkingsdichtheid is dus 19,3 inwoners per km².
De onderstaande kaart toont de ligging van Fontaine-les-Bassets met de belangrijkste infrastructuur en aangrenzende gemeenten.

## Demografie
Onderstaande figuur toont het verloop van het inwonertal (bron: INSEE-tellingen).
1. ↑  Populations de référence 2022.